# Сербін Михайло Віталійович
Михайло Віталійович Сербін (5 жовтня 2003) — український плавець, чемпіон літніх Паралімпійських ігор 2020 та 2024 років. Майстер спорту України міжнародного класу.
Представляє Харківську область.

## Спортивні досягнення
- Бронзовий призер Чемпіонату Європи 2018 року.
- Триразовий чемпіон, срібний та триразовий бронзовий призер Чемпіонату Європи 2021 року.

## Відзнаки та нагороди
- Орден «За заслуги» II ст. (18 вересня 2024) — За досягнення високих спортивних результатів на ХVІІ літніх Паралімпійських іграх у місті Парижі (Французька Республіка), виявлені самовідданість та волю до перемоги, утвердження міжнародного авторитету України[1]
- Орден «За заслуги» III ст. (16 вересня 2021) — За значний особистий внесок у розвиток паралімпійського руху, досягнення високих спортивних результатів на XVI літніх Паралімпійських іграх у місті Токіо (Японія), виявлені самовідданість та волю до перемоги, утвердження міжнародного авторитету[2]